# Wetbike
WetBike je vodno plovilo, ki naj bi bil mešanica motocikla in Jet Ski. Wetbike je predstavilo podjetje Spirit Marine leta 1978. Spirit Marine je podružnica podjetja Arctic Enterprises (zdaj Arctic Cat) Originalni Wetbike je zasnoval Nelson Tyler. Načrte so potem prodali japonskemu podjetju Kawasaki.  Upravljanje Wetbika zahteva nekaj znanja, ker je nestabilen. Motor je dvotaktni Suzuki, ki poganja majhni vodni reaktivni motor
V poznih 1980ih se je pojavil lažji motor 60KM Suzuki 800cc in lažji Metton trup. Pozneje so se pojavila plovila PWC (Personal Water Craft), kot je npr. Yamaha WaveRunner, ki so bila dosti lažja za upravljanje.